# Kikla
Kikla (arabisch ككلة) ist eine libysche Stadt mit ungefähr 10.000 Einwohnern.

## Lage
Kikla liegt im Nafusagebirge und gehört zum Munizip al-Dschabal al-Gharbi. Die Stadt liegt ungefähr 150 Kilometer südwestlich der Hauptstadt Tripolis, östlich des regionalen Zentrums Yafran und westlich des Wirtschaftszentrum Gharyan.

## Geschichtliches
In seinem Reisebericht über Nordafrika in den Jahren 1849 bis 1855 erwähnte Heinrich Barth Kikla als Namensgeberin für einen Bezirk. Die Einwohner des Bezirks hätten sich am Widerstand gegen die Türken beteiligt, dadurch die Dörfer sehr gelitten und viele Wohnungen wären zerstört worden. 1917 vermerkt das Libyen-Handbuch der britischen Marine, Kikla sei eine Gruppe von Dörfern mit gemauerten Häusern und die Hauptstadt eines Verwaltungsbezirks mit einer Gesamtbevölkerung von 8000 Personen.

### Gefechte 2011
Kikla war während des Bürgerkriegs in Libyen mehrmals Schauplatz von Kämpfen zwischen der Regierung und Aufständischen. Am 14. Juni 2011 wurde Kikla von den Aufständischen eingenommen. Der Krieg forderte 60 Tote.

### Gefechte 2014
Im Herbst 2014 kam es erneut zu heftigen Gefechten um die Kontrolle der Stadt. Beteiligt waren die mit General Haftar verbündeten Zintan-Milizen und das von Katar unterstützte islamistische Milizenbündnis Fadschr Libiya. Die 40 Tage andauernden Gefechte endeten mit einem Sieg der Zintan-Milizen. Sie forderten 142 Todesopfer, 518 Menschen wurden verletzt. Beide kämpfenden Seiten begingen schwere Menschenrechtsverletzungen wie  Beschuss,  Entführung und Folterung unbeteiligter Zivilisten.